# Tornei di tennis femminili nel 1925
Prima della nascita del WTA Tour, ossia l'apertura alle tenniste professioniste dei tornei che prima di quell'anno erano riservati alle tenniste dilettanti, tutti gli eventi più importanti erano amatoriali, tra questi c'erano i tornei del Grande Slam: gli Australasian Championships, gli Internazionali di Francia, il Torneo di Wimbledon e gli U.S. National Championships.

## Calendario

### Gennaio
| Settimana  | Torneo                                                                    | Vincitore                                                               | Finalista                                 | Semifinalisti | Eliminati ai quarti |
| ---------- | ------------------------------------------------------------------------- | ----------------------------------------------------------------------- | ----------------------------------------- | ------------- | ------------------- |
| gennaio    | Monegasque Championships 1925 Monte Carlo, Monte Carlo Singolare - Doppio | Lilí de Álvarez                                                         |                                           |               |                     |
| gennaio    | Monegasque Championships 1925 Monte Carlo, Monte Carlo Singolare - Doppio |                                                                         |                                           |               |                     |
| 4 gennaio  | Beausite First Meeting 1925 Cannes, Francia Singolare - Doppio            | Elizabeth Ryan 6-2 6-4                                                  | M Tripp                                   |               |                     |
| 4 gennaio  | Beausite First Meeting 1925 Cannes, Francia Singolare - Doppio            | Suzanne Lenglen Elizabeth Ryan 6-0 6-2                                  | Mrs C Neville Smith Phyllis Satterthwaite |               |                     |
| 4 gennaio  | Beausite First Meeting 1925 Cannes, Francia Singolare - Doppio            | Doppio misto: Elizabeth Ryan Henry Mayes 6-0 6-2                        | Phyllis Satterthwaite Keats Lester        |               |                     |
| 2 gennaio  | New Zealand Championships 1925 Auckland, Nuova Zelanda Singolare - Doppio | Myrtle Melody 6-3 3-6 7-5                                               | Marjorie Macfarlane                       |               |                     |
| 2 gennaio  | New Zealand Championships 1925 Auckland, Nuova Zelanda Singolare - Doppio | Torneo condizionato dalle cattive condizioni atmosferiche               |                                           |               |                     |
| 2 gennaio  | New Zealand Championships 1925 Auckland, Nuova Zelanda Singolare - Doppio | Doppio misto: Torneo condizionato dalle cattive condizioni atmosferiche |                                           |               |                     |
| 19 gennaio | Gallia Club Championships 1925 Cannes, Francia Singolare - Doppio         | Elizabeth Ryan 8-6 6-3                                                  | Winifred Beamish                          |               |                     |
| 19 gennaio | Gallia Club Championships 1925 Cannes, Francia Singolare - Doppio         | Geraldine Beamish Phyllis Satterthwaite walkover                        | Suzanne Lenglen Elizabeth Ryan            |               |                     |
| 19 gennaio | Gallia Club Championships 1925 Cannes, Francia Singolare - Doppio         | Doppio misto: Elizabeth Ryan Charles Aeschliman 5-7 6-2 6-2             | Geraldine Beamish Roosevelt Scovel        |               |                     |
| 31 gennaio | Australasian Championships 1925 Sydney, Australia Erba Singolare - Doppio | Daphne Akhurst 1-6, 8-6, 6-4                                            | Esna Boyd                                 |               |                     |
| 31 gennaio | Australasian Championships 1925 Sydney, Australia Erba Singolare - Doppio | Daphne Akhurst Sylvia Lance 6-4, 6-3                                    | Esna Boyd Kathrine Le Messurier           |               |                     |

### Febbraio
| Settimana   | Torneo                                                                        | Vincitore                                                 | Finalista                                   | Semifinalisti | Eliminati ai quarti |
| ----------- | ----------------------------------------------------------------------------- | --------------------------------------------------------- | ------------------------------------------- | ------------- | ------------------- |
| 2 febbraio  | Nice Second Meeting 1925 Nizza, Francia Singolare - Doppio                    | Suzanne Lenglen walkover                                  | M. Tripp                                    |               |                     |
| 2 febbraio  | Nice Second Meeting 1925 Nizza, Francia Singolare - Doppio                    | Suzanne Lenglen Julie Vlasto 6-3 6-1                      | Geraldine Beamish Phyllis Satterthwaite     |               |                     |
| 2 febbraio  | Nice Second Meeting 1925 Nizza, Francia Singolare - Doppio                    | Doppio misto: Suzanne Lenglen Uberto De Morpurgo 6-1 6-3  | Dorothea Lambert Chambers Ernest Lamb       |               |                     |
| 8 febbraio  | Casino Heights Invitational 1925 Brooklyn, USA Singolare - Doppio             | Molla Bjurstedt 7-5 6-2                                   | Elizabeth Corbiere                          |               |                     |
| 8 febbraio  | Casino Heights Invitational 1925 Brooklyn, USA Singolare - Doppio             | Elizabeth Corbiere Mrs William Endicott 6-4 6-1           | Martha Bayard Marie Wagner                  |               |                     |
| 8 febbraio  | French Covered Court Championships 1925 Parigi, Francia Singolare - Doppio    | Marguerite Broquedis 4-6 6-2 6-1                          | Marie Conquet                               |               |                     |
| 8 febbraio  | French Covered Court Championships 1925 Parigi, Francia Singolare - Doppio    | Marguerite Billout Yvonne Bourgeois 6-2 6-1               | Germaine Pigueron N Desclercs               |               |                     |
| 8 febbraio  | French Covered Court Championships 1925 Parigi, Francia Singolare - Doppio    | Doppio misto: Marguerite Billout Jean Borotra 8-6 6-1     | Yvonne Bourgeois René Lacoste               |               |                     |
| 15 febbraio | Carlton Club Second Meeting 1925 Cannes, Francia Singolare - Doppio           | Elizabeth Ryan 6-3 7-5                                    | Geraldine Beamish                           |               |                     |
| 15 febbraio | Carlton Club Second Meeting 1925 Cannes, Francia Singolare - Doppio           | Suzanne Lenglen Elizabeth Ryan 6-0 6-2                    | Dorothea Lambert Chambers Ermyntrude Harvey |               |                     |
| 15 febbraio | Carlton Club Second Meeting 1925 Cannes, Francia Singolare - Doppio           | Doppio misto: Elizabeth Ryan Charles Aeschlimann walkover | Dorothea Lambert Chambers Ernest Lamb       |               |                     |
| 16 febbraio | Torneo di Beaulieu 1925 Beaulieu-sur-Mer, Francia Singolare - Doppio          | Elizabeth Ryan 6-0 6-1                                    | Winifred Beamish                            |               |                     |
| 16 febbraio | Torneo di Beaulieu 1925 Beaulieu-sur-Mer, Francia Singolare - Doppio          | Suzanne Lenglen Elizabeth Ryan 6-1 6-1                    | Dorothea Lambert Chambers Ermyntrude Harvey |               |                     |
| 16 febbraio | Torneo di Beaulieu 1925 Beaulieu-sur-Mer, Francia Singolare - Doppio          | Doppio misto: Elizabeth Ryan Henry Mayes 6-1 6-3          | Geraldine Beamish Roosevelt Scovel          |               |                     |
| 23 febbraio | Bermuda International Championships 1925 Hamilton, Bermuda Singolare - Doppio | Mary McIlquham 6-2 6-0                                    | Joan Reid-Thomas                            |               |                     |
| 23 febbraio | Bermuda International Championships 1925 Hamilton, Bermuda Singolare - Doppio | Doris Craddock Mary McIlquham 9-7 6-2                     | Ermyntrude Harvey Gladys Hutchings          |               |                     |
| 23 febbraio | Bermuda International Championships 1925 Hamilton, Bermuda Singolare - Doppio | Doppio misto: Joan Reid-Thomas A Berger 4-6 6-4 6-4       | Mary McIlquham Edward Higgs                 |               |                     |
| 29 febbraio | Monte Carlo Cup 1925 Monte Carlo, Monte Carlo Singolare - Doppio              | Winifred Beamish finale non disputata                     | Elizabeth Ryan                              |               |                     |
| 29 febbraio | Monte Carlo Cup 1925 Monte Carlo, Monte Carlo Singolare - Doppio              | Torneo non completato                                     |                                             |               |                     |
| 29 febbraio | Monte Carlo Cup 1925 Monte Carlo, Monte Carlo Singolare - Doppio              | Doppio misto: Torneo non completato                       |                                             |               |                     |

### Marzo
| Settimana | Torneo                                                                              | Vincitore                                                 | Finalista                                 | Semifinalisti | Eliminati ai quarti |
| --------- | ----------------------------------------------------------------------------------- | --------------------------------------------------------- | ----------------------------------------- | ------------- | ------------------- |
| 1º marzo  | Metropolitan Indoor 1925 New York, USA Singolare - Doppio                           | Edna Hauselt-Roeser 6-2 6-2                               | Alice Francis                             |               |                     |
| 1º marzo  | Metropolitan Indoor 1925 New York, USA Singolare - Doppio                           | Nora Schmitz Marie Wagner 8-6 6-3                         | Edna Hauselt-Roeser Adelaide Stuart-Green |               |                     |
| 2 marzo   | Riviera Championships 1925 Mentone, Francia Singolare - Doppio                      | Elizabeth Ryan 3-6 6-0 6-2                                | Honor Woolrych                            |               |                     |
| 2 marzo   | Riviera Championships 1925 Mentone, Francia Singolare - Doppio                      | Suzanne Lenglen Elizabeth Ryan 6-0 6-1                    | Winifred Beamish Phyllis Satterthwaite    |               |                     |
| 2 marzo   | Riviera Championships 1925 Mentone, Francia Singolare - Doppio                      | Doppio misto: Randolph Lycett Joan Lycett 2-6 6-3 6-4     | Gordon Lowe Elizabeth Ryan                |               |                     |
| 6 marzo   | Florida State Championships 1925 Palm Beach, USA Singolare - Doppio                 | Molla Bjurstedt 6-4 7-5                                   | Julie Stenz                               |               |                     |
| 6 marzo   | Florida State Championships 1925 Palm Beach, USA Singolare - Doppio                 |                                                           |                                           |               |                     |
| 9 marzo   | South of France Championships 1925 Nizza, Francia Singolare - Doppio                | Suzanne Lenglen walkover                                  | Ermyntrude Harvey                         |               |                     |
| 9 marzo   | South of France Championships 1925 Nizza, Francia Singolare - Doppio                | Suzanne Lenglen Elizabeth Ryan 6-1 6-2                    | Geraldine Beamish Julie Vlasto            |               |                     |
| 9 marzo   | South of France Championships 1925 Nizza, Francia Singolare - Doppio                | Doppio misto: Suzanne Lenglen Charles Aeschlimann 6-1 6-3 | Elizabeth Ryan Randolph Lycett            |               |                     |
| 21 marzo  | US Indoors 1925 Boston, USA Singolare - Doppio                                      | Marion Zinderstein 6-3 7-5                                | Anna Fuller                               |               |                     |
| 21 marzo  | US Indoors 1925 Boston, USA Singolare - Doppio                                      | Elizabeth Corbiere Mrs W. Endicott 8-6 6-4                | Martha Bayard Katharine Gardner           |               |                     |
| 21 marzo  | US Indoors 1925 Boston, USA Singolare - Doppio                                      | Doppio misto: Marion Jessup Karl Pfaffman 4-6 7-5 7-5     | Isabella Mumford James Davis              |               |                     |
| 22 marzo  | Côte d'Azur Championships 1925 Cannes, Francia Singolare - Doppio                   | Lilí de Álvarez 6-0 6-2                                   | Cristobel Hardie                          |               |                     |
| 22 marzo  | Côte d'Azur Championships 1925 Cannes, Francia Singolare - Doppio                   | Suzanne Lenglen Elizabeth Ryan 6-0 6-4                    | Geraldine Beamish Phyllis Satterthwaite   |               |                     |
| 22 marzo  | Côte d'Azur Championships 1925 Cannes, Francia Singolare - Doppio                   | Doppio misto: Elizabeth Ryan Uberto De Morpurgo 6-3 6-3   | Suzanne Lenglen Charles Aeschlimann       |               |                     |
| 26 marzo  | British Covered Court Championships 1925 Londra, Gran Bretagna Singolare - Doppio   | Joan Reid-Thomas 6-2 7-5                                  | Blanche Colston                           |               |                     |
| 26 marzo  | British Covered Court Championships 1925 Londra, Gran Bretagna Singolare - Doppio   |                                                           |                                           |               |                     |
| 26 marzo  | British Covered Court Championships 1925 Londra, Gran Bretagna Singolare - Doppio   | Doppio misto: Evelyn Colyer Patrick Spence 3-6 6-2 6-2    | Margaret Stocks Gordon Crole-Rees         |               |                     |
| 28 marzo  | South Australian Championships 1925 Adelaide, Australia Singolare - Doppio          | Esna Boyd 4-6 6-2 6-3                                     | Meryl O'Hara Wood                         |               |                     |
| 28 marzo  | South Australian Championships 1925 Adelaide, Australia Singolare - Doppio          | Esna Boyd Meryl O'Hara Wood 6-3 6-3                       | Helen Outhwaite Gladys Toyne              |               |                     |
| 28 marzo  | South Australian Championships 1925 Adelaide, Australia Singolare - Doppio          | Doppio misto: Kath Le Mesurier R. Schlesinger 6-4 6-1     | Esna Boyd Gar Hone                        |               |                     |
| 29 marzo  | South Atlantic States Championships 1925 Augusta, USA Singolare - Doppio            | Theodora Sohst 6-0 1-6 6-3                                | Claire Cassel                             |               |                     |
| 29 marzo  | South Atlantic States Championships 1925 Augusta, USA Singolare - Doppio            |                                                           |                                           |               |                     |
| 29 marzo  | South Atlantic States Championships 1925 Augusta, USA Singolare - Doppio            | Doppio misto: Clare Cassel Takeichi Harada 5-7 6-2 6-1    | Theodora Sohst S. Howard Voshell          |               |                     |
| 30 marzo  | Hampstead Hard Court Championships 1925 Hampstead, Gran Bretagna Singolare - Doppio | Joan Fry 6-1 5-7 6-4                                      | Joan Ridley                               |               |                     |
| 30 marzo  | Hampstead Hard Court Championships 1925 Hampstead, Gran Bretagna Singolare - Doppio | Enid Head Honor Woolrych 4-6 8-6 6-2                      | Joan Fry Miss Ramsay                      |               |                     |
| 30 marzo  | Hampstead Hard Court Championships 1925 Hampstead, Gran Bretagna Singolare - Doppio | Doppio misto: Joan Ridley Julian Lezard 1-6 6-2 6-1       | Mabel Clayton Frank Jarvis                |               |                     |
| 31 marzo  | South African Championships 1925 Port Elizabeth, Sudafrica Singolare - Doppio       | Irene Peacock 5-7 6-1 6-1                                 | Mrs McArthur                              |               |                     |
| 31 marzo  | South African Championships 1925 Port Elizabeth, Sudafrica Singolare - Doppio       | Miss Foote Irene Peacock 6-1 6-1                          | Mrs McArthur Mrs Myburgh                  |               |                     |
| 31 marzo  | South African Championships 1925 Port Elizabeth, Sudafrica Singolare - Doppio       | Doppio misto: Irene Peacock Bob Kirby 7-5 6-3             | Miss Foote C Blackbeard                   |               |                     |

### Aprile
| Settimana | Torneo                                                                             | Vincitore                                              | Finalista                            | Semifinalisti | Eliminati ai quarti |
| --------- | ---------------------------------------------------------------------------------- | ------------------------------------------------------ | ------------------------------------ | ------------- | ------------------- |
| aprile    | German Championships 1925 Berlino, Germania Singolare - Doppio                     | Nelly Neppach 2-6 6-4 10-8                             | Ilse Friedleben                      |               |                     |
| aprile    | German Championships 1925 Berlino, Germania Singolare - Doppio                     |                                                        |                                      |               |                     |
| aprile    | German Championships 1925 Berlino, Germania Singolare - Doppio                     | Doppio misto: Nelly Neppach A Ludke                    |                                      |               |                     |
| 5 aprile  | Torneo di Juan-les-Pins 1925 Juan-les-Pins, Francia Singolare - Doppio             | Lilí de Álvarez 6-4 6-2                                | Cristobel Hardie                     |               |                     |
| 5 aprile  | Torneo di Juan-les-Pins 1925 Juan-les-Pins, Francia Singolare - Doppio             | Lilí de Álvarez Phyllis Satterthwaite 6-2 6-4          | Mrs Coleman Cristobel Hardie         |               |                     |
| 5 aprile  | Torneo di Juan-les-Pins 1925 Juan-les-Pins, Francia Singolare - Doppio             | Doppio misto: Lilí de Álvarez Alfred Hunter 6-0 6-0    | Mrs Grogan Count Ludi von Salm       |               |                     |
| 13 aprile | British Hard Court Championships 1925 Torquay, Gran Bretagna Singolare - Doppio    | Elizabeth Ryan 6-2 6-2                                 | Joan Fry                             |               |                     |
| 13 aprile | British Hard Court Championships 1925 Torquay, Gran Bretagna Singolare - Doppio    | Evelyn Colyer Elizabeth Ryan 6-1 6-3                   | Miss Radcliffe Miss Radcliffe-Platt  |               |                     |
| 13 aprile | British Hard Court Championships 1925 Torquay, Gran Bretagna Singolare - Doppio    | Doppio misto: Evelyn Colyer Patrick Spence 3-6 6-3 6-4 | Joan Fry Julian Lezard               |               |                     |
| 13 aprile | North & South Tournament 1925 Pinehurst, USA Singolare - Doppio                    | Martha Bayard 6-3 6-3                                  | Ann Cole                             |               |                     |
| 13 aprile | North & South Tournament 1925 Pinehurst, USA Singolare - Doppio                    | Molly Thayer Anne Townsend 3-6 6-4 9-7                 | Bronson Batchelor Mrs M. Brooke-Huff |               |                     |
| 20 aprile | Surrey Hard Court Championships 1925 Roehampton, Gran Bretagna Singolare - Doppio  | Joan Lycett 6-0 6-3                                    | Joan Ridley                          |               |                     |
| 20 aprile | Surrey Hard Court Championships 1925 Roehampton, Gran Bretagna Singolare - Doppio  | Ermyntrude Harvey Dorothea Lambert Chambers 6-1 8-6    | Betty Dix Eleanor Rose               |               |                     |
| 20 aprile | Surrey Hard Court Championships 1925 Roehampton, Gran Bretagna Singolare - Doppio  | Doppio misto: Joan Lycett Randolph Lycett 6-2 6-2      | Dorothea Lambert Chambers A Berger   |               |                     |
| 27 aprile | Croydon Hard Court Tournament 1925 Croydon, Gran Bretagna Singolare - Doppio       | Joan Fry 3-6 6-3 6-4                                   | Kitty McKane                         |               |                     |
| 27 aprile | Croydon Hard Court Tournament 1925 Croydon, Gran Bretagna Singolare - Doppio       | Kitty McKane Peggy Saunders 7-5 6-2                    | Betty Dix Ermyntrude Harvey          |               |                     |
| 27 aprile | Croydon Hard Court Tournament 1925 Croydon, Gran Bretagna Singolare - Doppio       | Doppio misto: Kitty McKane Frank Devlin 6-3 6-0        | Enid Head PJ Oakley                  |               |                     |
| 27 aprile | West Side Country Club Championships 1925 Ealing, Gran Bretagna Singolare - Doppio | Elizabeth Ryan 6-1 6-1                                 | Madge Valantine                      |               |                     |
| 27 aprile | West Side Country Club Championships 1925 Ealing, Gran Bretagna Singolare - Doppio | Dorothea Lambert Chambers Elizabeth Ryan 6-2 6-4       | Claire Beckingham E Beckingham       |               |                     |
| 27 aprile | West Side Country Club Championships 1925 Ealing, Gran Bretagna Singolare - Doppio | Doppio misto: Elizabeth Ryan Cyril Eames 7-5 6-0       | Eileen Bennett Charles Kingsley      |               |                     |

### Maggio
| Settimana | Torneo                                                                                | Vincitore                                            | Finalista                          | Semifinalisti | Eliminati ai quarti |
| --------- | ------------------------------------------------------------------------------------- | ---------------------------------------------------- | ---------------------------------- | ------------- | ------------------- |
| maggio    | Bay Counties Championships 1925 San Francisco, USA Singolare - Doppio                 | Helen Baker 6-3 6-1                                  | Eleanor Tennant                    |               |                     |
| maggio    | Bay Counties Championships 1925 San Francisco, USA Singolare - Doppio                 |                                                      |                                    |               |                     |
| 4 maggio  | Hurlingham Hard Court Championships 1925 Hurlingham, Gran Bretagna Singolare - Doppio | Ermyntrude Harvey 2-6 6-2 6-4                        | Winifred Beamish                   |               |                     |
| 4 maggio  | Hurlingham Hard Court Championships 1925 Hurlingham, Gran Bretagna Singolare - Doppio | Ermyntrude Harvey Dorothea Lambert Chambers 6-0 6-4  | Joan Lycett Joan Ridley            |               |                     |
| 4 maggio  | Hurlingham Hard Court Championships 1925 Hurlingham, Gran Bretagna Singolare - Doppio | Doppio misto: Geraldine Beamish Cyril Eames 6-3 6-3  | Mabel Mavrogordato C. Evers        |               |                     |
| 15 maggio | Surrey Championships 1925 Surbiton, Gran Bretagna Singolare - Doppio                  | Elizabeth Ryan 7-9 6-1 6-3                           | Kitty McKane                       |               |                     |
| 15 maggio | Surrey Championships 1925 Surbiton, Gran Bretagna Singolare - Doppio                  | Dorothea Lambert Chambers Elizabeth Ryan 6-1 6-4     | Kitty McKane Peggy Saunders        |               |                     |
| 15 maggio | Surrey Championships 1925 Surbiton, Gran Bretagna Singolare - Doppio                  | Doppio misto: Elizabeth Ryan Gordon Crole-Rees       | Ermyntrude Harvey Cyril Eames      |               |                     |
| 18 maggio | Pennsylvania & Eastern States Championships 1925 Filadelfia, USA Singolare - Doppio   | Marion Jessup Zinderstein 6-4,6-0                    | Molly Thayer                       |               |                     |
| 18 maggio | Pennsylvania & Eastern States Championships 1925 Filadelfia, USA Singolare - Doppio   | Marion Jessup Zinderstein Molly Thayer 6-1 7-5       | Mrs. M Brooke-Huff Mildred Willard |               |                     |
| 25 maggio | Middlesex Championships 1925 Chiswick Park, Gran Bretagna Singolare - Doppio          | Elizabeth Ryan 6-4 6-0                               | Winifred Beamish                   |               |                     |
| 25 maggio | Middlesex Championships 1925 Chiswick Park, Gran Bretagna Singolare - Doppio          | Dorothea Lambert Chambers Elizabeth Ryan 6-3 5-7 6-4 | Enid Head Peggy Saunders           |               |                     |
| 25 maggio | Middlesex Championships 1925 Chiswick Park, Gran Bretagna Singolare - Doppio          | Doppio misto: Elizabeth Ryan Arthur Prebble 6-0 6-3  | Winifred Beamish Nigel Sharpe      |               |                     |
| 27 maggio | New South Wales Championships 1925 Sydney, Australia Singolare - Doppio               | Marjorie Cox Crawford 7-5 6-1                        | Annie Martin                       |               |                     |
| 27 maggio | New South Wales Championships 1925 Sydney, Australia Singolare - Doppio               | Marjorie Cox Lorna Utz 6-4 6-0                       | Gertrude Todd Gladys Toyne         |               |                     |
| 27 maggio | New South Wales Championships 1925 Sydney, Australia Singolare - Doppio               | Doppio misto: Marjorie Cox Jack Willard 6-3 6-1      | Mary Elliott Norman Peach          |               |                     |
| 31 maggio | Central California Championships 1925 Sacramento, USA Singolare - Doppio              | Helen Wills 6-2 6-2                                  | Charlotte Hosmer Chapin            |               |                     |
| 31 maggio | Central California Championships 1925 Sacramento, USA Singolare - Doppio              |                                                      |                                    |               |                     |

### Giugno
| Settimana | Torneo                                                                         | Vincitore                                                 | Finalista                        | Semifinalisti | Eliminati ai quarti |
| --------- | ------------------------------------------------------------------------------ | --------------------------------------------------------- | -------------------------------- | ------------- | ------------------- |
| 1º giugno | Northern Championships 1925 Manchester, Gran Bretagna Singolare - Doppio       | Elizabeth Ryan 6-4 6-3                                    | Joan Reid-Thomas                 |               |                     |
| 1º giugno | Northern Championships 1925 Manchester, Gran Bretagna Singolare - Doppio       | Joan Lycett Elizabeth Ryan 6-3 6-3                        | Claire Beckingham E. Beckingham  |               |                     |
| 1º giugno | Northern Championships 1925 Manchester, Gran Bretagna Singolare - Doppio       | Doppio misto: Elizabeth Ryan Max Woosnam 7-5 6-3          | Joan Lycett Randolph Lycett      |               |                     |
| 4 giugno  | West of England Championships 1925 Bristol, Gran Bretagna Singolare - Doppio   | Kathleen Bridge 6-4 1-6 6-3                               | Doris Craddock                   |               |                     |
| 4 giugno  | West of England Championships 1925 Bristol, Gran Bretagna Singolare - Doppio   | Kathleen Bridge Marie Hazel 7-5 6-0                       | Doris Craddock Mrs Weston        |               |                     |
| 4 giugno  | West of England Championships 1925 Bristol, Gran Bretagna Singolare - Doppio   | Doppio misto: Doris Craddock Frank Riseley 6-4 6-2        | A Willcock JC Hogan              |               |                     |
| 6 giugno  | Hertfordshire Championships 1925 Harpenden, Gran Bretagna Singolare - Doppio   | Phyllis Satterthwaite 6-1 6-0                             | Sylvia Lumley-Ellis              |               |                     |
| 6 giugno  | Hertfordshire Championships 1925 Harpenden, Gran Bretagna Singolare - Doppio   | Sylvia Lumley-Ellis Phyllis Satterthwaite 6-4 6-3         | Mrs Jackson Feilden N Welch      |               |                     |
| 6 giugno  | Hertfordshire Championships 1925 Harpenden, Gran Bretagna Singolare - Doppio   | Doppio misto: Phyllis Satterthwaite Edward Higgs          | Sylvia Lumley-Ellis Frank Jarvis |               |                     |
| 6 giugno  | Torneo di Saint George's Hill 1925 Weybridge, Gran Bretagna Singolare - Doppio | Esna Boyd 6-3 0-6 6-3                                     | Eleanor Rose                     |               |                     |
| 6 giugno  | Torneo di Saint George's Hill 1925 Weybridge, Gran Bretagna Singolare - Doppio | Esna Boyd Floris Saint-George 6-1 6-3                     | Mrs J O'Neill Olive Stebbing     |               |                     |
| 6 giugno  | Torneo di Saint George's Hill 1925 Weybridge, Gran Bretagna Singolare - Doppio | Doppio misto: Gwen Sterry CH Watson 6-2 6-3               | Olive Stebbing Carl von Braun    |               |                     |
| 7 giugno  | Internazionali di Francia 1925 Parigi, Francia Terra rossa Singolare - Doppio  | Suzanne Lenglen 6-1, 6-2                                  | Kitty McKane                     |               |                     |
| 7 giugno  | Internazionali di Francia 1925 Parigi, Francia Terra rossa Singolare - Doppio  | Suzanne Lenglen Julie Vlasto 6-1, 9-11, 6-2               | Evelyn Colyer Kitty McKane       |               |                     |
| 13 giugno | Englewood Field Club Invitational 1925 Englewood, USA Singolare - Doppio       | Molla Bjurstedt 6-1 6-2                                   | Helen Pollack Falk               |               |                     |
| 13 giugno | Englewood Field Club Invitational 1925 Englewood, USA Singolare - Doppio       |                                                           |                                  |               |                     |
| 13 giugno | Kent Championships 1925 Beckenham, Gran Bretagna Singolare - Doppio            | Elizabeth Ryan 4-6 6-3 6-2                                | Winifred Beamish                 |               |                     |
| 13 giugno | Kent Championships 1925 Beckenham, Gran Bretagna Singolare - Doppio            | Elizabeth Ryan Dorothea Lambert Chambers 7-5 6-3          | Kathleen McKane Peggy Saunders   |               |                     |
| 13 giugno | Kent Championships 1925 Beckenham, Gran Bretagna Singolare - Doppio            | Doppio misto: Kitty McKane John Gilbert 6-3 6-4           | Elizabeth Ryan Cyril Eames       |               |                     |
| 15 giugno | Queen's Club Championships 1925 Londra, Gran Bretagna Erba Singolare - Doppio  | Elizabeth Ryan 6-0 6-1                                    | Ermyntrude Harvey                |               |                     |
| 15 giugno | Queen's Club Championships 1925 Londra, Gran Bretagna Erba Singolare - Doppio  | Ermyntrude Harvey Dorothea Lambert Chambers 6-0 6-0       | Mrs Backhouse Mrs Carritt        |               |                     |
| 15 giugno | Queen's Club Championships 1925 Londra, Gran Bretagna Erba Singolare - Doppio  | Doppio misto: Ermyntrude Harvey Gordon Crole-Rees 6-2 6-2 | Miss French Donald Stralem       |               |                     |
| 15 giugno | Roehampton Summer Tournament 1925 Roehampton, Gran Bretagna Singolare - Doppio | Esna Boyd 6-4 6-2                                         | Mrs Brice May                    |               |                     |
| 15 giugno | Roehampton Summer Tournament 1925 Roehampton, Gran Bretagna Singolare - Doppio | Joan Fry Sylvia Lumley-Ellis 6-3 2-6 6-2                  | E. Rose Floris Saint-George      |               |                     |
| 15 giugno | Roehampton Summer Tournament 1925 Roehampton, Gran Bretagna Singolare - Doppio | Doppio misto: Evelyn Colyer Patrick Spence 6-3 6-1        | Chrissa Tyrrell Ronald Poland    |               |                     |
| 20 giugno | Delaware State Championships 1925 Wilmington, USA Singolare - Doppio           | Marion Zinderstein 6-1 6-3                                | Molla Bjurstedt                  |               |                     |
| 20 giugno | Delaware State Championships 1925 Wilmington, USA Singolare - Doppio           | Marion Zinderstein Molly Thayer 7-5 4-6 6-3               | Molla Mallory Edith Sigourney    |               |                     |
| 28 giugno | Pacific Coast Championships 1925 Berkeley, USA Singolare - Doppio              | Helen Wills 6-4 6-0                                       | Charlotte Hosmer Chapin          |               |                     |
| 28 giugno | Pacific Coast Championships 1925 Berkeley, USA Singolare - Doppio              |                                                           |                                  |               |                     |

### Luglio
| Settimana | Torneo                                                                          | Vincitore                                                  | Finalista                       | Semifinalisti | Eliminati ai quarti |
| --------- | ------------------------------------------------------------------------------- | ---------------------------------------------------------- | ------------------------------- | ------------- | ------------------- |
| 3 luglio  | Torneo di Wimbledon 1925 Londra, Gran Bretagna Erba Singolare - Doppio          | Suzanne Lenglen 6-2, 6-0                                   | Joan Fry                        |               |                     |
| 3 luglio  | Torneo di Wimbledon 1925 Londra, Gran Bretagna Erba Singolare - Doppio          | Suzanne Lenglen Elizabeth Ryan 6-2, 6-2                    | A.V. Bridge Mary McIlquham      |               |                     |
| 6 luglio  | Canadian Championships 1925 Vancouver, Canada Singolare - Doppio                | Marjory Lemming 7-5, 6-4                                   | H.F. Wright                     |               |                     |
| 6 luglio  | Canadian Championships 1925 Vancouver, Canada Singolare - Doppio                | Marjory Leeming A. Tatlow 6-1, 6-1?                        | H. F. Wright J. G. Muir         |               |                     |
| 11 luglio | Rhode Island State Championships 1925 Providence, USA Singolare - Doppio        | Molla Bjurstedt 6-1 4-6 8-6                                | Eleanor Goss                    |               |                     |
| 11 luglio | Rhode Island State Championships 1925 Providence, USA Singolare - Doppio        | Mary Browne Eleanor Goss 4-6 6-2 6-1                       | Marion Jessup Edith Sigourney   |               |                     |
| 11 luglio | Rhode Island State Championships 1925 Providence, USA Singolare - Doppio        | Doppio misto: Marion Jessup Alfred Ingram 6-2 7-5          | Eleanor Goss Gervais Hills      |               |                     |
| 11 luglio | Midland Counties Championships 1925 Edgbaston, Gran Bretagna Singolare - Doppio | Phyllis Satterthwaite 6-1 6-0                              | Gwen Sterry                     |               |                     |
| 11 luglio | Midland Counties Championships 1925 Edgbaston, Gran Bretagna Singolare - Doppio | Phyllis Satterthwaite Gwen Sterry 7-5 6-3                  | Mrs Forsyth Mrs Nelson-Smyth    |               |                     |
| 11 luglio | Midland Counties Championships 1925 Edgbaston, Gran Bretagna Singolare - Doppio | Doppio misto: Phyllis Satterthwaite Arthur Prebble 6-1 6-1 | E Bewlay George Birtles         |               |                     |
| 12 luglio | Tri-State Championships 1925 Cincinnati, USA Singolare - Doppio                 | Marion Leighton 6-3 6-2                                    | Clara Zinke                     |               |                     |
| 12 luglio | Tri-State Championships 1925 Cincinnati, USA Singolare - Doppio                 | Doppio non disputato                                       |                                 |               |                     |
| 14 luglio | Welsh Championships 1925 Newport, Gran Bretagna Singolare - Doppio              | Phyllis Satterthwaite 8-10 6-0 6-1                         | Kathleen Bevir                  |               |                     |
| 14 luglio | Welsh Championships 1925 Newport, Gran Bretagna Singolare - Doppio              | Phyllis Satterthwaite Gladys Seel 6-1 6-4                  | Kathleen Bevir Mrs O Sheere     |               |                     |
| 14 luglio | Welsh Championships 1925 Newport, Gran Bretagna Singolare - Doppio              | Doppio misto: Phyllis Satterthwaite Peter Freeman 6-2 6-1  | Kathleen Bevir C Sweet-Escot    |               |                     |
| 18 luglio | Longwood Bowl 1925 Brookline, USA Singolare - Doppio                            | Helen Wills 7-5 6-2                                        | Marion Zinderstein              |               |                     |
| 18 luglio | Longwood Bowl 1925 Brookline, USA Singolare - Doppio                            |                                                            |                                 |               |                     |
| 18 luglio | Nottinghamshire Championships 1925 Nottingham, Gran Bretagna Singolare - Doppio | Winifred Beamish 6-1 6-2                                   | K Marriott                      |               |                     |
| 18 luglio | Nottinghamshire Championships 1925 Nottingham, Gran Bretagna Singolare - Doppio | Geraldine Beamish Margaret Stocks 6-4 6-1                  | K. Marriott Mrs V. Taylor       |               |                     |
| 18 luglio | Nottinghamshire Championships 1925 Nottingham, Gran Bretagna Singolare - Doppio | Doppio misto: K Marriott George Fletcher 9-7 6-4           | M. Snaith W Eric Attewell       |               |                     |
| 18 luglio | Torneo di Frinton-on-Sea 1925 Frinton-on-Sea, Gran Bretagna Singolare - Doppio  | Joan Ridley 1-6 6-4 9-7                                    | Eleanor Rose                    |               |                     |
| 18 luglio | Torneo di Frinton-on-Sea 1925 Frinton-on-Sea, Gran Bretagna Singolare - Doppio  | Claire Beckingham E. Beckingham 2-6 7-5 6-4                | Eileen Bennett Joan Ridley      |               |                     |
| 18 luglio | Torneo di Frinton-on-Sea 1925 Frinton-on-Sea, Gran Bretagna Singolare - Doppio  | Doppio misto: Dorothy Hill Pat Spence 7-5 4-6 6-1          | Eileen Bennett Charles Kingsley |               |                     |
| 18 luglio | Irish Championships 1925 Dublino, Irlanda Singolare - Doppio                    | Esna Boyd 9-7 6-1                                          | Daphne Akhurst                  |               |                     |
| 18 luglio | Irish Championships 1925 Dublino, Irlanda Singolare - Doppio                    | Esna Boyd Floris Saint-George 8-6 6-4                      | Daphne Akhurst Sylvia Harper    |               |                     |
| 18 luglio | Irish Championships 1925 Dublino, Irlanda Singolare - Doppio                    | Doppio misto: Daphne Akhurst Gerald Sherwell 3-6 6-4 7-5   | Sylvia Harper V. Allman-Smith   |               |                     |
| 25 luglio | Essex County Championships 1925 Manchester, USA Singolare - Doppio              | Helen Wills 6-2 6-1                                        | Mary Browne                     |               |                     |
| 25 luglio | Essex County Championships 1925 Manchester, USA Singolare - Doppio              | Mary Browne Helen Wills 6-2 6-3                            | Eleanor Goss Marion Jessup      |               |                     |
| 25 luglio | Essex County Championships 1925 Manchester, USA Singolare - Doppio              | Doppio misto: Mary Browne Cranston Holman 6-2 6-4          | Elizabeth Ryan Nat Niles        |               |                     |
| 26 luglio | Illinois State Championships 1925 Glencoe, USA Singolare - Doppio               | Charlotte Hosmer Chapin 6-4 1-6 7-5                        | Helen Jacobs                    |               |                     |
| 26 luglio | Illinois State Championships 1925 Glencoe, USA Singolare - Doppio               |                                                            |                                 |               |                     |
| 27 luglio | Seabright Invitational 1925 Seabright, USA Singolare - Doppio                   | Elizabeth Ryan 6-3 6-3                                     | Helen Wills                     |               |                     |
| 27 luglio | Seabright Invitational 1925 Seabright, USA Singolare - Doppio                   | Eleanor Goss Elizabeth Ryan 11-9 6-1                       | Mary Browne Helen Wills         |               |                     |
| 27 luglio | Seabright Invitational 1925 Seabright, USA Singolare - Doppio                   | Doppio misto: Elizabeth Ryan Gerald Patterson 6-2 6-3      | Marion Jessup Jack Hawkes       |               |                     |
| 30 luglio | Pourville International 1925 Pourville, Francia Singolare - Doppio              | Suzanne Lenglen 6-0 6-0                                    | Yvonne Bourgeois                |               |                     |
| 30 luglio | Pourville International 1925 Pourville, Francia Singolare - Doppio              |                                                            |                                 |               |                     |
| 30 luglio | Pourville International 1925 Pourville, Francia Singolare - Doppio              | Doppio misto: Suzanne Lenglen Roger Danet 6-2 6-0          | Marie Danet Andre Aron          |               |                     |

### Agosto
| Settimana | Torneo                                                                                   | Vincitore                                                     | Finalista                           | Semifinalisti | Eliminati ai quarti |
| --------- | ---------------------------------------------------------------------------------------- | ------------------------------------------------------------- | ----------------------------------- | ------------- | ------------------- |
| agosto    | Del Monte Championships 1925 (Del Monte Hotel) Monterrey, USA Cemento Singolare - Doppio | Eleanor Tennant 7-5 8-6                                       | Helen Baker                         |               |                     |
| agosto    | Del Monte Championships 1925 (Del Monte Hotel) Monterrey, USA Cemento Singolare - Doppio | Helen Baker Eleanor Tennant 6-3 6-4                           | Miss Henry Anna McCune Harper       |               |                     |
| 3 agosto  | Hampshire Championships 1925 Bournemouth, Gran Bretagna Singolare - Doppio               | Winifred Beamish 2-6 6-2 6-4                                  | Violet Chamberlain                  |               |                     |
| 3 agosto  | Hampshire Championships 1925 Bournemouth, Gran Bretagna Singolare - Doppio               | Olive Manser Agnes Tuckey 1-6 8-6 6-4                         | Geraldine Beamish Edith Clarke      |               |                     |
| 3 agosto  | Hampshire Championships 1925 Bournemouth, Gran Bretagna Singolare - Doppio               | Doppio misto: Edith Clarke John Wheatley                      | Betty Nuthall Stanley Doust         |               |                     |
| 8 agosto  | Isle of Wight Sandown Championships 1925 Sandown, Gran Bretagna Singolare - Doppio       | Phyllis Howkins Covell 7-5 6-1                                | C Lewis                             |               |                     |
| 8 agosto  | Isle of Wight Sandown Championships 1925 Sandown, Gran Bretagna Singolare - Doppio       | Phyllis Covell Miss Howkins 6-3 7-5                           | C Lewis K Lewis                     |               |                     |
| 8 agosto  | Isle of Wight Sandown Championships 1925 Sandown, Gran Bretagna Singolare - Doppio       | Doppio misto: J Gilder ENW Oliver 2-6 6-2 6-4                 | George Phyllis Covell George Thomas |               |                     |
| 10 agosto | New York State Championships 1925 Rye, USA Erba Singolare - Doppio                       | Helen Wills 3-6 6-2 6-2                                       | Molla Bjurstedt                     |               |                     |
| 10 agosto | New York State Championships 1925 Rye, USA Erba Singolare - Doppio                       | Mary Browne Helen Wills 8-6 5-7 6-2                           | Elizabeth Ryan May Sutton           |               |                     |
| 15 agosto | Derbyshire Championships 1925 Buxton, Gran Bretagna Singolare - Doppio                   | Phyllis Satterthwaite 6-1 6-1                                 | Madge Valantine                     |               |                     |
| 15 agosto | Derbyshire Championships 1925 Buxton, Gran Bretagna Singolare - Doppio                   | Phyllis Satterthwaite Madge Valantine 6-3 6-3                 | Eileen Connell E. Newton            |               |                     |
| 15 agosto | Derbyshire Championships 1925 Buxton, Gran Bretagna Singolare - Doppio                   | Doppio misto: Phyllis Satterthwaite Gordon Crole-Rees 6-2 6-3 | C Brocklesby L West                 |               |                     |
| 22 agosto | North of England Championships 1925 Scarborough, Gran Bretagna Singolare - Doppio        | Winifred Beamish 6-3 6-2                                      | Claire Beckingham                   |               |                     |
| 22 agosto | North of England Championships 1925 Scarborough, Gran Bretagna Singolare - Doppio        | Sylvia Lumley-Ellis Joan Lycett 8-6 6-4                       | Eileen Bennett Joan Ridley          |               |                     |
| 22 agosto | North of England Championships 1925 Scarborough, Gran Bretagna Singolare - Doppio        | Doppio misto: Geraldine Beamish Cyril Eames 4-6 7-5 6-3       | Claire Beckingham Colin Gregory     |               |                     |
| 22 agosto | Queensland Championships 1925 Brisbane, Australia Singolare - Doppio                     | Meryl O'Hara Wood 3-6 6-2 6-2                                 | Beryl Turner                        |               |                     |
| 22 agosto | Queensland Championships 1925 Brisbane, Australia Singolare - Doppio                     | Mrs Irving Beryl Turner 3-6 6-1 8-6                           | Meryl O'Hara Wood Mrs Stanners      |               |                     |
| 22 agosto | Queensland Championships 1925 Brisbane, Australia Singolare - Doppio                     | Doppio misto: Meryl O'Hara Wood Pat O'Hara Wood 6-2 8-6       | Beryl Turner L. Thurlow             |               |                     |
| 24 agosto | U.S. National Championships 1925 New York, USA Erba Singolare - Doppio                   | Helen Wills 3-6, 6-0, 6-2                                     | Kitty McKane                        |               |                     |
| 24 agosto | U.S. National Championships 1925 New York, USA Erba Singolare - Doppio                   | Mary Browne Helen Wills 6-4, 6-3                              | Elizabeth Ryan May Sutton           |               |                     |
| 29 agosto | Longwood Invitational 1925 Brookline, USA Singolare - Doppio                             | Elizabeth Ryan 6-1 6-1                                        | Marion Zinderstein                  |               |                     |
| 29 agosto | Longwood Invitational 1925 Brookline, USA Singolare - Doppio                             |                                                               |                                     |               |                     |
| 29 agosto | Torneo di Hastings 1925 Hastings, Gran Bretagna Singolare - Doppio                       | Phoebe Holcroft Watson 6-4 6-1                                | Phyllis Covell                      |               |                     |
| 29 agosto | Torneo di Hastings 1925 Hastings, Gran Bretagna Singolare - Doppio                       | Phoebe Holcroft-Watson Mrs Milton 4-6 6-1 6-2                 | Joyce Brown Chrissa Tyrrell         |               |                     |
| 29 agosto | Torneo di Hastings 1925 Hastings, Gran Bretagna Singolare - Doppio                       | Doppio misto: Geraldine Beamish Cyril Eames 6-2 6-3           | Olive Manser Roger George           |               |                     |
| 31 agosto | Torneo di Deauville 1925 Deauville, Francia Singolare - Doppio                           | Suzanne Lenglen 6-2 6-2                                       | Daphne Akhurst                      |               |                     |
| 31 agosto | Torneo di Deauville 1925 Deauville, Francia Singolare - Doppio                           | Yvonne Bourgeois Suzanne Lenglen 7-5 6-3                      | Daphne Akhurst Floris Saint-George  |               |                     |
| 31 agosto | Torneo di Deauville 1925 Deauville, Francia Singolare - Doppio                           | Doppio misto: Daphne Akhurst Rodney Heath 6-4 6-2             | Y Huchez Jacques Arago              |               |                     |
| 31 agosto | Cinque Ports Championships 1925 Folkestone, Gran Bretagna Singolare - Doppio             | Winifred Beamish 7-5 6-1                                      | Elsie Goldsack                      |               |                     |
| 31 agosto | Cinque Ports Championships 1925 Folkestone, Gran Bretagna Singolare - Doppio             | Geraldine Beamish Agnes Tuckey 6-4 6-3                        | Mildred Coles B Morrison            |               |                     |
| 31 agosto | Cinque Ports Championships 1925 Folkestone, Gran Bretagna Singolare - Doppio             | Doppio misto: Geraldine Beamish Nigel Sharpe titolo condiviso | Agnes Tuckey Charles Tuckey         |               |                     |

### Settembre
| Settimana    | Torneo                                                                           | Vincitore                                                      | Finalista                           | Semifinalisti | Eliminati ai quarti |
| ------------ | -------------------------------------------------------------------------------- | -------------------------------------------------------------- | ----------------------------------- | ------------- | ------------------- |
| settembre    | Hot Springs Fall Championships 1925 Hot Springs, USA Singolare - Doppio          | Elizabeth Ryan                                                 |                                     |               |                     |
| settembre    | Hot Springs Fall Championships 1925 Hot Springs, USA Singolare - Doppio          | Elizabeth Ryan Sears                                           | Claire Cassel Robert LeRoy          |               |                     |
| 6 settembre  | Torneo di Château d'Ardennes 1925 Château d'Ardennes, Belgio Singolare - Doppio  | Suzanne Lenglen 6-1 6-1                                        | Simone Washer                       |               |                     |
| 6 settembre  | Torneo di Château d'Ardennes 1925 Château d'Ardennes, Belgio Singolare - Doppio  |                                                                |                                     |               |                     |
| 6 settembre  | Torneo di Château d'Ardennes 1925 Château d'Ardennes, Belgio Singolare - Doppio  | Doppio misto: Suzanne Lenglen Jean Washer 6-0 6-0              | Mme M Levy-Ittner W van en Bemden   |               |                     |
| 12 settembre | South of England Championships 1925 Eastbourne, Gran Bretagna Singolare - Doppio | Phoebe Holcroft Watson 2-6 7-5 6-3                             | Chrissa Tyrrell                     |               |                     |
| 12 settembre | South of England Championships 1925 Eastbourne, Gran Bretagna Singolare - Doppio | Phyllis Covell Gwen Sterry 6-0 6-3                             | Olive Manser Chrissa Tyrrell        |               |                     |
| 12 settembre | South of England Championships 1925 Eastbourne, Gran Bretagna Singolare - Doppio | Doppio misto: Geraldine Beamish Cyril Eames 6-2 6-2            | Phoebe Holcroft-Watson Roger George |               |                     |
| 12 settembre | Middle States Championships 1925 Filadelfia, USA Singolare - Doppio              | Molla Bjurstedt 6-3 4-6 6-2                                    | Marion Zinderstein                  |               |                     |
| 12 settembre | Middle States Championships 1925 Filadelfia, USA Singolare - Doppio              | Elizabeth Ryan Marion Zinderstein 7-5 6-3                      | Molla Bjurstedt Helen Jacobs        |               |                     |
| 13 settembre | Le Touquet First Meeting 1925 Le Touquet, Francia Singolare - Doppio             | Lilí de Álvarez 6-1 6-1                                        | Aurea Edgington                     |               |                     |
| 13 settembre | Le Touquet First Meeting 1925 Le Touquet, Francia Singolare - Doppio             | Lilí de Álvarez Aurea Edgington 7-5 6-0                        | Mrs Coleman E. Petchell             |               |                     |
| 13 settembre | Le Touquet First Meeting 1925 Le Touquet, Francia Singolare - Doppio             | Doppio misto: Lilí de Álvarez Lord George Cholmondeley 6-2 6-3 | Aurea Edgington HA Davis            |               |                     |
| 13 settembre | California State Championships 1925 Berkeley, USA Singolare - Doppio             | Helen Wills 6-0 6-0                                            | Lucy McCune                         |               |                     |
| 13 settembre | California State Championships 1925 Berkeley, USA Singolare - Doppio             | Lucy McCune Marjorie Thorne 3-6 6-1 6-4                        | Avery Follett Carolyn Swartz        |               |                     |
| 13 settembre | California State Championships 1925 Berkeley, USA Singolare - Doppio             | Doppio misto: Helen Wills Gerald Stratford 6-3 6-4             | Avery Follett Bradshaw Harrison     |               |                     |
| 13 settembre | Torneo di Biarritz 1925 Biarritz, Francia Singolare - Doppio                     | Suzanne Lenglen 6-0 6-0                                        | Marguerite Broquedis                |               |                     |
| 13 settembre | Torneo di Biarritz 1925 Biarritz, Francia Singolare - Doppio                     |                                                                |                                     |               |                     |
| 13 settembre | Torneo di Biarritz 1925 Biarritz, Francia Singolare - Doppio                     | Doppio misto: Suzanne Lenglen Count Ludi Salm 6-4 6-4          | Genevieve Cousin Pierre Blanchy     |               |                     |
| 20 settembre | Ardsley Tennis Championships 1925 Ardsley, USA Singolare - Doppio                | Molla Bjurstedt 6-1 6-4                                        | Marion Zinderstein                  |               |                     |
| 20 settembre | Ardsley Tennis Championships 1925 Ardsley, USA Singolare - Doppio                | Molla Mallory Mrs L Morris 4-6 10-8 6-1                        | Marion Jessup Julie Stenz           |               |                     |
| 26 settembre | Paris International Championships 1925 Parigi, Francia Singolare - Doppio        | Helene Contostavlos 6-1 4-6 7-5                                | Simone Passemard                    |               |                     |
| 26 settembre | Paris International Championships 1925 Parigi, Francia Singolare - Doppio        | Helene Contostavlos M Contostavlos 7-5 6-3                     | Simone Passemard Daisy Speranza     |               |                     |
| 26 settembre | Paris International Championships 1925 Parigi, Francia Singolare - Doppio        | Doppio misto: Torneo non completato                            |                                     |               |                     |
| 26 settembre | Roehampton Autumn Meeting 1925 Roehampton, Gran Bretagna Singolare - Doppio      | Kitty McKane 6-3 6-3                                           | Phyllis Covell                      |               |                     |
| 26 settembre | Roehampton Autumn Meeting 1925 Roehampton, Gran Bretagna Singolare - Doppio      | Kathleen McKane Betty Nuthall 6-4 6-1                          | Eileen Bennett Gwen Sterry          |               |                     |
| 26 settembre | Roehampton Autumn Meeting 1925 Roehampton, Gran Bretagna Singolare - Doppio      | Doppio misto: Ermyntrude Harvey Cyril Eames 6-3 6-2            | Gwen Sterry Gordon Crole-Rees       |               |                     |

### Ottobre
| Settimana  | Torneo                                                                                          | Vincitore                                              | Finalista                           | Semifinalisti | Eliminati ai quarti |
| ---------- | ----------------------------------------------------------------------------------------------- | ------------------------------------------------------ | ----------------------------------- | ------------- | ------------------- |
| 1º ottobre | Longwood Womens Championships 1925 Longwood, USA Singolare - Doppio                             | Elizabeth Ryan 6-2 6-2                                 | Mrs Frank Godfrey                   |               |                     |
| 1º ottobre | Longwood Womens Championships 1925 Longwood, USA Singolare - Doppio                             | Elizabeth Ryan Sears                                   | Corbiere Endicott                   |               |                     |
| 19 ottobre | British Covered Court Championships 1925 Londra, Gran Bretagna Singolare - Doppio               | Geraldine Beamish 6-3 6-0                              | Aurea Edgington                     |               |                     |
| 19 ottobre | British Covered Court Championships 1925 Londra, Gran Bretagna Singolare - Doppio               |                                                        |                                     |               |                     |
| 19 ottobre | British Covered Court Championships 1925 Londra, Gran Bretagna Singolare - Doppio               | Doppio misto: Evelyn Colyer Patrick Spence 6-8 6-2 6-2 | Geraldine Beamish Gordon Crole-Rees |               |                     |
| 26 ottobre | Cromer Covered Court Championships 1925 Cromer, Gran Bretagna Parquet indoor Singolare - Doppio | Eileen Bennett 5-7 6-3 6-3                             | Ermyntrude Harvey                   |               |                     |
| 26 ottobre | Cromer Covered Court Championships 1925 Cromer, Gran Bretagna Parquet indoor Singolare - Doppio | Dorothea Lambert Chambers Suzanne Lenglen walkover     | Eileen Bennett Ermyntrude Harvey    |               |                     |
| 26 ottobre | Cromer Covered Court Championships 1925 Cromer, Gran Bretagna Parquet indoor Singolare - Doppio | Doppio misto: Suzanne Lenglen Toto Brugnon 6-1 6-2     | Eileen Bennett Charles Kingsley     |               |                     |

### Novembre
| Settimana   | Torneo                                                                  | Vincitore                                             | Finalista                   | Semifinalisti | Eliminati ai quarti |
| ----------- | ----------------------------------------------------------------------- | ----------------------------------------------------- | --------------------------- | ------------- | ------------------- |
| 1º novembre | Mexico Championships 1925 Città del Messico, Messico Singolare - Doppio | Elizabeth Ryan 6-8 6-3 6-2                            | Molla Bjurstedt             |               |                     |
| 1º novembre | Mexico Championships 1925 Città del Messico, Messico Singolare - Doppio | Mary Browne Elizabeth Ryan 6-4 6-1                    | Molla Bjurstedt N. Williams |               |                     |
| 1º novembre | Mexico Championships 1925 Città del Messico, Messico Singolare - Doppio | Doppio misto: Elizabeth Ryan Harvey Snodgrass 6-1 6-4 | Mary Browne Howard Kinsey   |               |                     |

### Dicembre
| Settimana  | Torneo                                                               | Vincitore                                       | Finalista                         | Semifinalisti | Eliminati ai quarti |
| ---------- | -------------------------------------------------------------------- | ----------------------------------------------- | --------------------------------- | ------------- | ------------------- |
| 5 dicembre | Victorian Championships 1925 Melbourne, Australia Singolare - Doppio | Esna Boyd 3-6 6-3 ritiro                        | Sylvia Harper                     |               |                     |
| 5 dicembre | Victorian Championships 1925 Melbourne, Australia Singolare - Doppio | Esna Boyd Sylvia Harper 6-4 6-3                 | Meryl O'Hara Wood Gladys Toyne    |               |                     |
| 5 dicembre | Victorian Championships 1925 Melbourne, Australia Singolare - Doppio | Doppio misto: Esna Boyd Jack Hawkes 3-6 6-4 6-3 | Meryl O'Hara Wood Pat O'Hara Wood |               |                     |

### Senza data
| Settimana | Torneo                                                   | Vincitore     | Finalista                 | Semifinalisti | Eliminati ai quarti |
| --------- | -------------------------------------------------------- | ------------- | ------------------------- | ------------- | ------------------- |
|           | Torneo di La Jolla 1925 La Jolla, USA Singolare - Doppio | William Henry | non conosciuta (bandiera) |               |                     |
|           | Torneo di La Jolla 1925 La Jolla, USA Singolare - Doppio |               |                           |               |                     |